# Saint-Paul-en-Chablais
Saint-Paul-en-Chablais és un municipi francès situat al departament de l'Alta Savoia i a la regió d'Alvèrnia-Roine-Alps. L'any 2007 tenia 2.060 habitants.

## Demografia

### Població
El 2007 la població de fet de Saint-Paul-en-Chablais era de 2.060 persones. Hi havia 768 famílies de les quals 162 eren unipersonals (73 homes vivint sols i 89 dones vivint soles), 232 parelles sense fills, 325 parelles amb fills i 49 famílies monoparentals amb fills.
La població ha evolucionat segons el següent gràfic:
Habitants censats

### Habitatges
El 2007 hi havia 1.102 habitatges, 772 eren l'habitatge principal de la família, 257 eren segones residències i 73 estaven desocupats. 947 eren cases i 153 eren apartaments. Dels 772 habitatges principals, 621 estaven ocupats pels seus propietaris, 129 estaven llogats i ocupats pels llogaters i 22 estaven cedits a títol gratuït; 22 tenien una cambra, 56 en tenien dues, 101 en tenien tres, 165 en tenien quatre i 429 en tenien cinc o més. 691 habitatges disposaven pel capbaix d'una plaça de pàrquing. A 342 habitatges hi havia un automòbil i a 398 n'hi havia dos o més.

### Piràmide de població
La piràmide de població per edats i sexe el 2009 era:
| Homes | Edats   | Dones |
| ----- | ------- | ----- |
| 0     | 95 o +  | 8     |
| 4     | 90 a 94 | 12    |
| 8     | 85 a 89 | 4     |
| 0     | 80 a 84 | 12    |
| 24    | 75 a 79 | 28    |
| 32    | 70 a 74 | 16    |
| 40    | 65 a 69 | 48    |
| 32    | 60 a 64 | 28    |
| 64    | 55 a 59 | 36    |
| 56    | 50 a 54 | 80    |
| 80    | 45 a 49 | 68    |
| 64    | 40 a 44 | 56    |
| 80    | 35 a 39 | 68    |
| 56    | 30 a 34 | 80    |
| 56    | 25 a 29 | 36    |
| 52    | 20 a 24 | 36    |
| 84    | 15 a 19 | 56    |
| 48    | 10 a 14 | 64    |
| 64    | 5 a 9   | 72    |
| 48    | 0 a 4   | 36    |

## Economia
El 2007 la població en edat de treballar era de 1.333 persones, 1.011 eren actives i 322 eren inactives. De les 1.011 persones actives 958 estaven ocupades (535 homes i 423 dones) i 54 estaven aturades (22 homes i 32 dones). De les 322 persones inactives 117 estaven jubilades, 95 estaven estudiant i 110 estaven classificades com a «altres inactius».

### Ingressos
El 2009 a Saint-Paul-en-Chablais hi havia 800 unitats fiscals que integraven 2.134,5 persones, la mediana anual d'ingressos fiscals per persona era de 21.668 €.

### Activitats econòmiques
Dels 104 establiments que hi havia el 2007, 2 eren d'empreses alimentàries, 1 d'una empresa de fabricació de material elèctric, 4 d'empreses de fabricació d'altres productes industrials, 26 d'empreses de construcció, 10 d'empreses de comerç i reparació d'automòbils, 7 d'empreses de transport, 9 d'empreses d'hostatgeria i restauració, 1 d'una empresa d'informació i comunicació, 1 d'una empresa financera, 3 d'empreses immobiliàries, 14 d'empreses de serveis, 19 d'entitats de l'administració pública i 7 d'empreses classificades com a «altres activitats de serveis».
Dels 36 establiments de servei als particulars que hi havia el 2009, 1 era una oficina de correu, 1 una oficina bancària, 2 funeràries, 2 tallers de reparació d'automòbils i de material agrícola, 3 paletes, 3 guixaires pintors, 11 fusteries, 2 lampisteries, 5 electricistes, 1 empresa de construcció, 1 perruqueria, 2 restaurants i 2 salons de bellesa.
Dels 4 establiments comercials que hi havia el 2009, 1 era una gran superfície de material de bricolatge, 1 una fleca, 1 una peixateria i 1 una joieria.
L'any 2000 a Saint-Paul-en-Chablais hi havia 37 explotacions agrícoles que ocupaven un total de 882 hectàrees.

## Equipaments sanitaris i escolars
L'únic equipament sanitari que hi havia el 2009 era una farmàcia.
El 2009 hi havia 2 escoles elementals. Saint-Paul-en-Chablais disposava d'un col·legi d'educació secundària amb 437 alumnes.

## Poblacions més properes
El següent diagrama mostra les poblacions més properes.